# Miketz
Miketz o Mikeitz (ebraico: מִקֵּץ — tradotto in italiano: "in capo a", incipit e seconda parola di questa parashah) decima porzione settimanale della Torah (ebr.  פָּרָשָׁה – parashah o anche parsha/parscià) nel ciclo annuale ebraico di letture bibliche dal Pentateuco. Rappresenta il passo 41:1-44:17 della Genesi che gli ebrei leggono durante il decimo Shabbat dopo Simchat Torah, generalmente nello Shabbat di Hanukkah. Quando Hanukkah contiene due Shabbat, allora la si legge nel secondo. Tuttavia in alcuni anni la Parashah Miketz viene letta lo Shabbat dopo Hanukkah.
Questa parashah narra di Giuseppe che interpreta i sogni del Faraone, l'ascesa al potere di Giuseppe in Egitto, e la prova che fa subire ai fratelli.
Nel rotolo della Torah (ebraico: ספר תורה, Sefer Torah), la parashah occupa circa 255 righe, fatte di 7914 lettere ebraiche, 2022 parole ebraiche e 146 versetti.

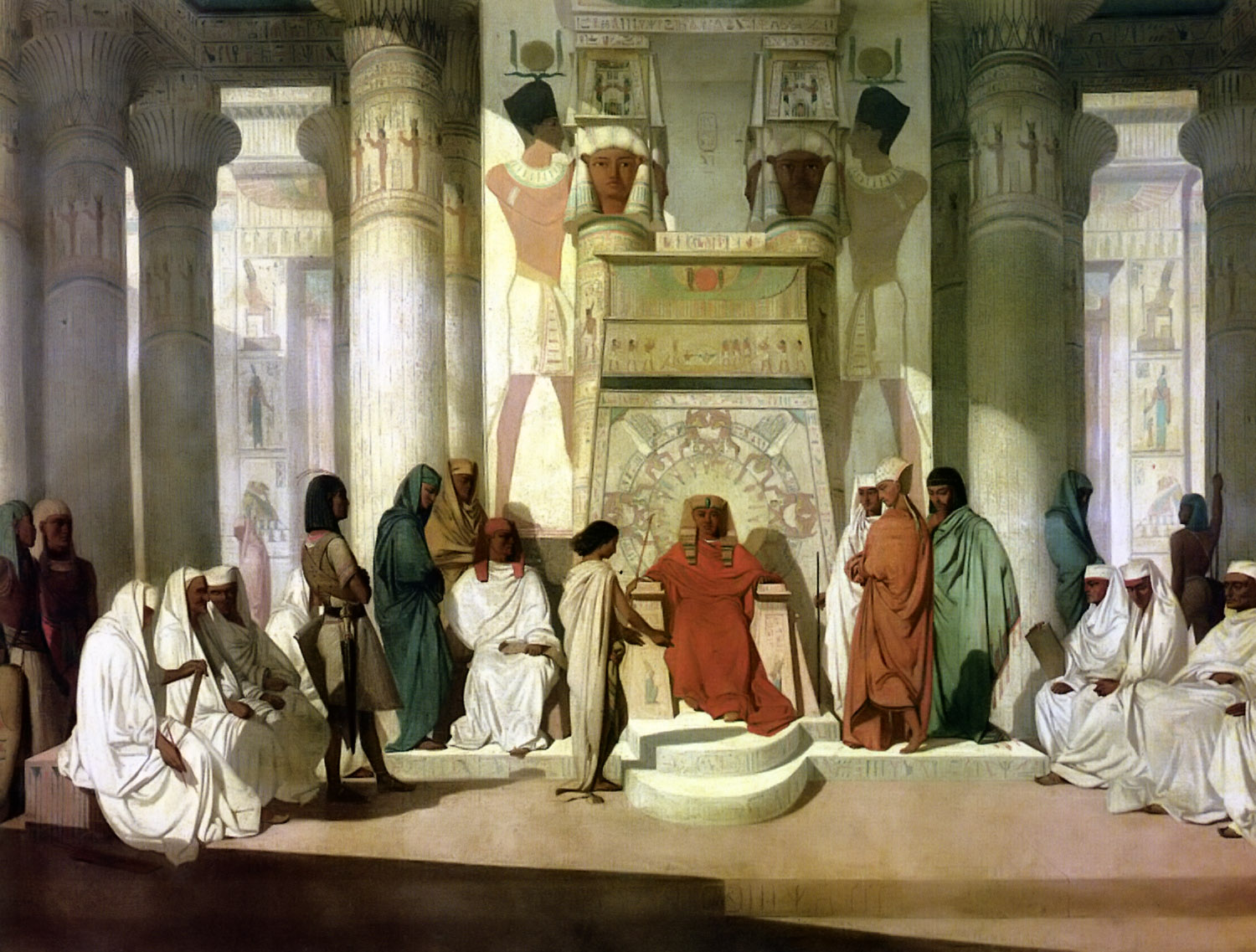
Giuseppe interpreta i sogni del Faraone (dipinto di Jean-Adrien Guignet, XIX secolo)

## Interpretazione intrabiblica

### Genesi capitolo 41
In Genesi 41:15 Faraone dice a Giuseppe di aver saputo che quest'ultimo sapeva interpretare i sogni, e in Genesi 41:16 Giuseppe risponde: "Non io, ma Dio darà la risposta per la salute del faraone!"  Similmente, in Daniele 2:26 Re Nabucodonosor II chiede a Daniele se questi potesse interpretare sogni e in Daniele 2:27-28 Daniele risponde: "Il  mistero di cui il re chiede la spiegazione non può essere spiegato né da saggi, né da astrologi, né da maghi, né da indovini; ma c'è un Dio nel cielo che svela i misteri ed egli ha rivelato al re Nabucodònosor quel che avverrà al finire dei giorni.”

### Genesi capitolo 42
In Genesi 44:19-23 Giuda ripete gli eventi inizialmente raccontati in Genesi 42:7-20
| Il Narratore in Genesi 42 | Giuda in Genesi 44 |
| --- | --- |
| 7 E Giuseppe vide i suoi fratelli e li riconobbe, ma fece l'estraneo verso di loro, parlò duramente e disse: "Di dove siete venuti?" Risposero: "Dal paese di Cànaan per comperare viveri". 8Giuseppe riconobbe dunque i fratelli, mentre essi non lo riconobbero. 9Si ricordò allora Giuseppe dei sogni che aveva avuti a loro riguardo e disse loro: "Voi siete spie! Voi siete venuti a vedere i punti scoperti del paese". 10Gli risposero: "No, signore mio; i tuoi servi sono venuti per acquistare viveri. 11Noi siamo tutti figli di un solo uomo. Noi siamo sinceri. I tuoi servi non sono spie!" 12Ma egli disse loro: "No, voi siete venuti a vedere i punti scoperti del paese!" | 19 Il mio signore aveva interrogato i suoi servi: Avete un padre o un fratello? |
| 13Allora essi dissero: "Dodici sono i tuoi servi, siamo fratelli, figli di un solo uomo, nel paese di Cànaan; ecco il più giovane è ora presso nostro padre e uno non c'è più". | 20E noi avevamo risposto al mio signore: Abbiamo un padre vecchio e un figlio ancor giovane natogli in vecchiaia, suo fratello è morto ed egli è rimasto il solo dei figli di sua madre e suo padre lo ama. |
| 14Giuseppe disse loro: "Le cose stanno come vi ho detto: voi siete spie. 15 In questo modo sarete messi alla prova: per la vita del faraone, non uscirete di qui se non quando vi avrà raggiunto il vostro fratello più giovane. 16Mandate uno di voi a prendere il vostro fratello; voi rimarrete prigionieri. Siano così messe alla prova le vostre parole, per sapere se la verità è dalla vostra parte. Se no, per la vita del faraone, voi siete spie!" 17E li tenne in carcere per tre giorni. 18Al terzo giorno Giuseppe disse loro: "Fate questo e avrete salva la vita; io temo Dio! 19Se voi siete sinceri, uno dei vostri fratelli resti prigioniero nel vostro carcere e voi andate a portare il grano per la fame delle vostre case. 20Poi mi condurrete qui il vostro fratello più giovane. Allora le vostre parole si dimostreranno vere e non morirete". Essi annuirono. | 21Tu avevi detto ai tuoi servi: Conducetelo qui da me, perché lo possa vedere con i miei occhi. 22Noi avevamo risposto al mio signore: Il giovinetto non può abbandonare suo padre: se lascerà suo padre, questi morirà. 23Ma tu avevi soggiunto ai tuoi servi: Se il vostro fratello minore non verrà qui con voi, non potrete più venire alla mia presenza. |

## Comandamenti
Secondo Maimonide e lo Sefer ha-Chinuch, non ci sono comandamenti (mitzvot) in questa parshah.

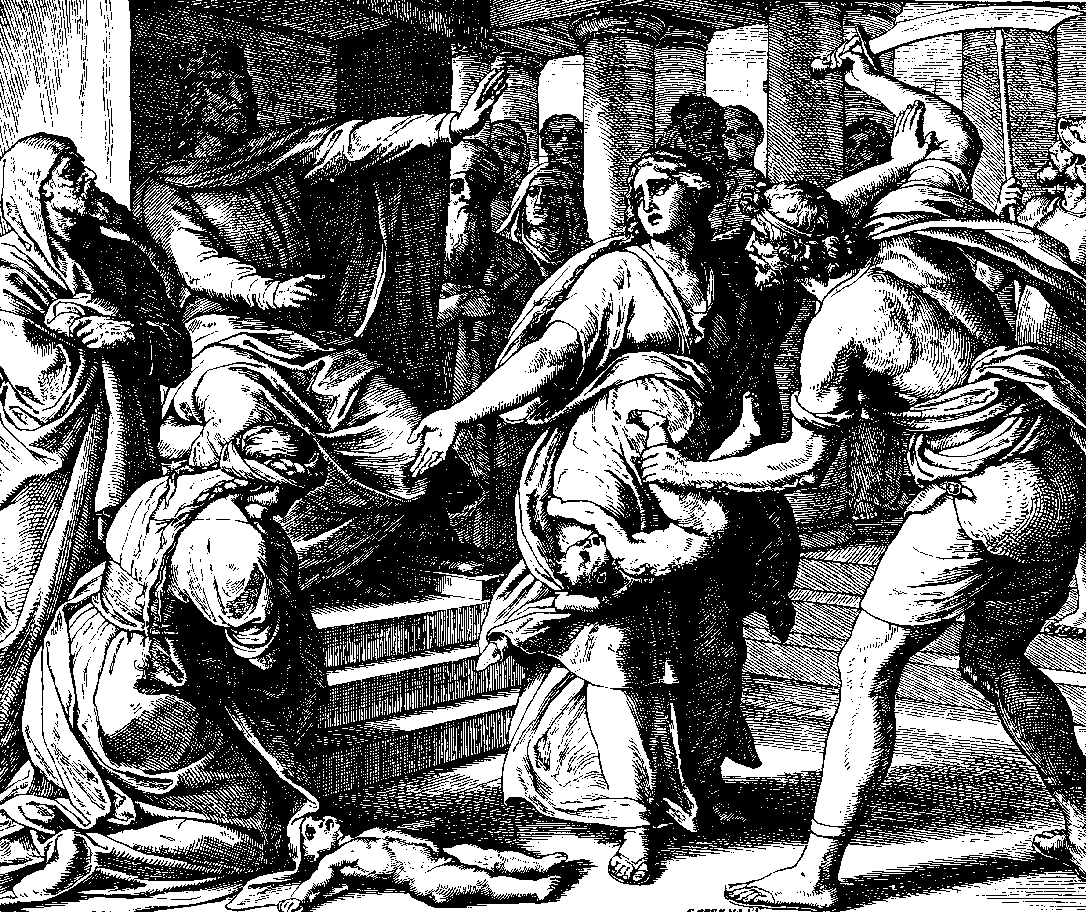
Salomone e le due donne (incisione di Julius Schnorr von Carolsfeld da Die Bibel in Bildern, 1860)

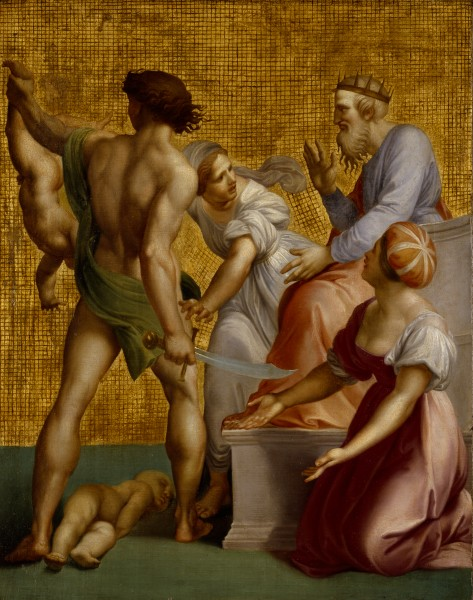
Il giudizio di Salomone (dipinto di Giuseppe Cades, XVIII secolo)

## Haftarah

### Generalmente
La haftarah della parashah è 1 Re 3:15-4:1. È la storia di Re Salomone e delle due donne, una con un neonato morto e l'altra con un neonato vivo. Il governo dell'Egitto sotto Giuseppe "diviene precursore del saggio governo di Salomone."

### Nello Shabbat di Hanukkah
Quando la Parashah Miketz coincide con il primo Shabbat di Hanukkah (come avviene nel 2012, 2013, 2014, 2015 e 2016), la haftarah è Zaccaria 2:14-4:7. Quando la Parashah Miketz coincide col secondo Shabbat di Hanukkah (come è successo nel 2009), la haftarah è 1 Re 7:40-50. Inoltre, quando la Parashah Miketz cade di Rosh Chodesh (come avviene nel 2015), alcune congregazioni leggono ulteriori versetti in onore del nuovo mese. (Il mese di Tevet inizia sempre durante Hanukkah).